# Suzhou-talsystemet
Suzhou-talsystemet eller huama er et talsystem, der blev brugt i Kina før det arabiske talsystem blev indført. 

## Historie
Suzhou-talsystemet er den eneste overlevende version af stok-talsystemet. Stok-talsystemet er et positionelt talsystem der blev brugt af de kinesiske matematikere. Suchou-talsystemet er en variant af Song Dynastiets stok-talsystem.  

## Symboler
I Suzhou-talsystemet noteres cifrene med særlige symboler i stedet for med de kinesiske tegn. Cifrene i Suzhou-talsystemet er defineret mellem U+3021 og U+3029 i Unicode.
| Number | "Hangzhou" | "Hangzhou" | CJK Ideographs | CJK Ideographs |
| Number | Character  | Unicode    | Character      | Unicode        |
| ------ | ---------- | ---------- | -------------- | -------------- |
| 0      |            |            | 〇             | U+3007         |
| 1      | 〡         | U+3021     | 一             | U+4E00         |
| 2      | 〢         | U+3022     | 二             | U+4E8C         |
| 3      | 〣         | U+3023     | 三             | U+4E09         |
| 4      | 〤         | U+3024     |                |                |
| 5      | 〥         | U+3025     |                |                |
| 6      | 〦         | U+3026     |                |                |
| 7      | 〧         | U+3027     |                |                |
| 8      | 〨         | U+3028     |                |                |
| 9      | 〩         | U+3029     |                |                |